# 小松太郎
小松 太郎（こまつ たろう、1900年1月1日 - 1974年7月13日）は、日本のドイツ文学者、翻訳家。

## 経歴
大阪府生まれ。1917年、慶應義塾大学予科に入学。1921年夏、慶應義塾大学を中退。1923年8月に私費でドイツ留学を果たす。ベルリン大学付属外国人学校でドイツ語を、ベルリン大学言語学科でドイツ文学を学んだ後、1926年6月に帰国。
帰国後は雑誌『三田文学』を中心に創作・翻訳を発表する。その後、三越百貨店に就職してドイツ書籍の輸入に携わり、三菱重工に転じてからはドイツ語翻訳や図書室の管理を担当したが、その傍らで同時代ドイツ文学の翻訳も営々と怠りなく続けた。
1974年7月13日、胆道障害のため自宅のあった鎌倉市の病院にて死去。享年74歳。

## 翻訳
- 『世界怪談叢書 第1 ドイツ篇』（菅藤高徳共訳、先進社） 1931
- 『荒野の狼』（ミヒャエル・コールハース, クライスト、主婦之友社、少年少女名作家庭文庫） 1951
- 『ボルヒェルト全集』第1 - 2巻（早川書房） 1953
- 『わが青春のマリアンヌ』（P・メンデルスゾーン、早川書房） 1955
- 『ダーシェンカ ある子イヌの生活』（チャペック、東京創元社、世界少年少女文学全集） 1958
- 『アダムよおまえはどこにいた』（ハインリヒ・ベル、大日本雄弁会講談社） 1958、のち講談社文庫
- 『園芸家12カ月』（カレル・チャペック、誠文堂新光社、園芸手帖） 1959、のち中公文庫
- 『ガス屋クニッテル』（シュペール、筑摩書房、世界ユーモア文学全集9） 1961
- 『保護者なき家』（ハインリヒ・ベル、角川文庫） 1969
- 『モラルと犯罪』（カール・クラウス、法政大学出版局、叢書・ウニベルシタス） 1970
- 『もう一つの審判：カフカの「フェリーツェへの手紙」』（エリアス・カネッティ、竹内豊治共訳、法政大学出版局） 1971

### ヨーゼフ・ロート
- 『脱走者フランツ - 涯しなき逃走』（ヨゼフ・ロオト、天人社、新世界叢書） 1930
- 『酔ひどれ聖譚』（ヨーゼフ・ロート、河出書房、市民文庫） 1952
- 『サヴォイ・ホテル』（ヨーゼフ・ロート、東邦出版社、ヨーゼフ・ロート作品集1） 1974

### エーリヒ・ケストナー
- 『ファビアン』（Fabian、ケストネル、改造文庫） 1938、のち新潮文庫、のちちくま文庫
- 『少年探偵団』（Emil und die Detektive、エーリヒ・ケストナー、新潮社） 1950、のち『エミールと探偵たち』（岩波少年文庫）
- 『現代の寓話』（エリッヒ・ケストネル、文藝春秋新社） 1950
- 『抒情的人生処方詩集』（エーリッヒ・ケストナー、創元社） 1952、のち『人生処方詩集』（角川文庫、ちくま文庫）
- 『消え失せた密画』（Die verschwundene miniatur、エーリッヒ・ケストナー、白水社） 1954、のち創元推理文庫、中公文庫 2024.4
- 『雪の中の三人男』（Drei manner im schnee、エーリッヒ・ケストナー、白水社） 1954、のち創元推理文庫
- 『ザルツブルク日記』（エーリッヒ・ケストナー、白水社） 1954
- 『飛ぶ教室』（ケストナー、講談社、少年少女世界文学全集） 1959
- 『一杯の珈琲から』（Der kleine Grenzverkehr、エーリヒ・ケストナー、創元推理文庫） 1975

### ヘルマン・ケステン
- 『ヨゼフの誕生日』（ヘルマン・ケステン、六興出版社） 1951
- 『異国の神々』（ヘルマン・ケステン、河出書房） 1952、のち角川文庫
- 『性にめざめる頃 ヨーゼフは自由を求めてゐる』（ヘルマン・ケステン、角川文庫） 1953
- 『恋は皮肉』（H・ケステン、大日本雄弁会講談社） 1957
- 『カザノーヴァ』（ヘルマン・ケステン、角川文庫） 1963 - 1968

## 参考
- 文藝年鑑 1943